# 인도 (법률)
인도(引渡, 영어: handover)는 점유의 이전을 말하고, 점유는 물건을 사실상 지배하는 것을 의미한다(대한민국 민법 제192조 제1항). 인도는 동산물권 변동의 공시방법으로 인도는 현실의 인도를 원칙으로 하나, 그 밖에 관념적인 인도를 인정한다(대한민국 민법 제192조 제1항). 현실의 인도는 양도인이 동산에 대한 현실의 지배력을 양수인에게 이전하는 것이며, 사회관념상 물건이 양도인의 지배권을 벗어나서 양수인의 지배권에 들어갔다고 볼 수 있을 때 현실의 인도가 된다.
관념적 인도는 다음을 포함한다.
1. 간이인도: 양수인이 그 동산을 점유한 때에는 양도의 합의만으로 양도의 효력이 생긴다.
2. 점유개정: 양도인이 현실의 인도를 하지 않고 양수인이 간접점유자로 점유를 계속한다는 합의로 인도를 갈음한다.
3. 목적물 반환청구권의 양도: 제3자가 점유하는 동산의 소유권을 양도한 때에는 양도인이 제3자에게 대하여 가지고 있는 반환청구권을 양수인에게 양도함으로써 인도에 갈음할 수 있다.